# Dikwididi
Dikwididi – wieś w Botswanie w dystrykcie Kgatleng. Osada znajduje się w pobliżu granicy z Republiką Południowej Afryki. Według spisu ludności z 2001 roku wieś liczyła 203 mieszkańców.